# 威廉·塞缪尔·约翰逊
威廉·塞缪尔·约翰逊（英語：William Samuel Johnson，1727年10月7日—1819年11月14日），是一位美国早期的政治家、美利坚合众国宪法签署人。曾经代表康涅狄格州担任参议员，进入美国参议院。此外他还担任过哥伦比亚大学校长。

## 早期事业
1727年10月7日，威廉·塞缪尔·约翰逊出生于美国康涅狄格州斯特拉特福镇。在美国独立战争之前，约翰逊已经是一位有盛名的政治人物：他的父亲牧师塞缪尔·约翰逊是一位著名的清教牧师、哥伦比亚学院（后哥伦比亚大学）校长。1744年，威廉毕业于耶鲁学院，并随后在哈佛大学攻读硕士学位。尽管他的父亲强烈要求他从事牧师职业，威廉·塞缪尔·约翰逊仍然决定进入法律事业。在自学法律期间，他很快就成为一名当地重要的法律顾问，并建立整个附近的商业网络。他同时在当地自卫队中担任委员，并晋升陆军上校军衔。他同时还在康涅狄格州议会的下院和上院任职。1772年，他担任殖民地时期的康涅迪克州最高法院的成员。

## 美国独立战争
约翰逊意识到英国议会对美洲殖民地的无保证干扰，而逐渐倾向于独立运动。他参加了1765年的印花税议会并担任委员会委员，起草了对英国的税收征用政策的反对案。随后他反对1767年通过的《汤森法案》——该法案规定殖民地必须缴纳特别税以供养殖民地英军开支和法印战争；他主张既然美国在英国国会没有代表，就没有义务缴税。
1767年，他居住在伦敦，并担任康涅狄格的代表，试图解决殖民地的地位问题。他尖锐地批评英国对殖民地的管理政策，并认为英国严重忽视了美国实际情况。然而，他仍然期冀于英国改变政策，而并不能立即支持美国的独立地位。基于担心美国独立会导致殖民地与英国的关系恶化，约翰逊试图在两种意识主张者之间找到共识。他拒绝参加第一大陆会议，这一举动激怒了美国独立运动的支持者，他的军衔一并被剥夺。另一件更受争议的事情，在莱克星顿战役后，他私自拜访了英国指挥官托马斯·盖奇将军。他随后因私通敌军被逮捕，但没有受到惩罚判决并被释放。他当时仍然认为美国独立战争并非必须发生，美国独立的结果并不会给每个人带来更好的生活。

## 合众国建立
美国正式独立后，约翰逊被允许加入到新国家的管理运作中，并在邦联议会中效力；作为代表，他的努力得到同辈人的肯定。耶利米·沃兹沃思称赞他道：“我认为约翰逊博士的影响力超过了你或我，南方的代表都非常喜欢他。”1785年，佛蒙特共和国授予给约翰逊一座镇，以感谢其言论和行动代表了佛蒙特的利益。现在佛蒙特州的约翰逊镇和约翰逊州立大学正是以他为命名。

## 美利坚合众国宪法制宪会议
1787年，约翰逊在美利坚合众国制宪会议中担任重要代表之一。他意味深长地发表了对于代表权所带来地位的话题讲话，其中主张建立一个强势的联邦政府以保护康涅狄克州和其他小州的权益，避免大州指挥并侵害他们的邻州。最后他支持了所谓的新泽西方案，主张在联邦立法机关中授予每个州平等的代表权。
此外，他热衷于增大联邦权限。他主张立法权力应当兼顾公平与法律、公平应当调和法律自身的不灵活性。他反对任何限制法律追溯力的限令。他的一些主张对美国宪法的制定产生了影响，他完全支持康涅狄格妥协，该提案对之前弗吉尼亚州代表提出的弗吉尼亚方案和新泽西州代表提出的新泽西方案进行妥协调解，并在之后令多数代表达成了共识，是最终宪法得以成功制订所做出的最重要的一个妥协。他随后担任写法委员会（Committee of Style）主席，促使法案的最终形成。

## 教学与晚年
1787年，他当选哥伦比亚大学的校长。在任期间他进行一系列改革，包括扩充和修改大学的课程，他补充了大量艺术专业的教授，并兴建医学院，任命詹姆斯·肯特为哥伦比亚大学首位法学教授。同年他代表康涅狄格州担任美国参议员，直至1791年。1800年，因为健康原因，他离开哥伦比亚大学返回故乡养老。